# هکاتئوس
هکاته یا هکاتئوس میلتی (ملطی) (Hecataeus of Miletus) (تولد و مرگ در حدود بازه زمانی ۵۶۰ یا ۵۵۰ تا ۴۷۶ یا ۴۱۸ قبل از میلاد)، اسم او را از نام هکاته یکی از خدایان یونانی انتخاب کرده بودند. پژوهش‌گر و جغرافیدان یونانی و طراح نقشه‌ای از دنیا به همراه کتابی است که به توصیف زمین معروف است. گزارش بسیار کوتاه او دربارهٔ کیش مغی یکی از کهن‌ترین شواهد یونانی دربارهٔ عقاید دینی ایرانی شمرده می‌شود که توسط دیوژن نقل شده‌است. او نخستین تاریخ نگار شناخته شده ی یونانی است.
هکاته از اشراف زادگان و سیاست‌مداران تأثیرگذار ایونی (بخش غربی ترکیه)، از نویسندگان بسیار تأثیرگذار زمان خود و هم عصر تالس، آناکسیمن میلتوسی، آناکسیماندر و هراکلیتوس بود، فلاسفه‌ای که بنیان گذاران دانش بشری به‌شمار می‌آیند.
هیچ یک از کتاب‌های او باقی نمانده و چیز زیادی هم از زندگی او نمی‌دانیم. یکی از آن‌ها این است که در هنگام اشغال مصر توسط کمبوجیه، در آن کشور بوده و سربازان یونانی سپاه هخامنشی در تبس به دیدار او آمده‌اند.

## زندگی سیاسی
وی در خانواده‌ای ثروتمند و اشرافی به دنیا آمد. او پس از مسافرت‌های مفصلی که کرد، در شهر مادری خود سکنی گزید و دارای مقام سیاسی بلندبالایی شد. بعد از این زمان، او به نوشتن و پژوهش درباره تاریخ و جغرافیا مشغول شد. حدود نیم قرن پس از مرگ او، مورخ دیگری به نام هرودوت در تنظیم کتاب تاریخ خود از نوشته‌های هکاتئوس استفاده می‌کند. او هکاته را شخصی که قدرت شاهنشاهی پارس را به خوبی دریافته بود، توصیف می‌کند. زیرا او با همین استدلال ایونی‌ها را از طغیان بر ضد حکومت داریوش بر حذر داشت؛ در جلسه‌ای که در پائیز ۴۹۹ ق.م در دربار آریستاگوراس، مستبد میلت برای تصمیم‌گیری در این مورد برگزار شده بود، هکاته با برشمردن ملت‌های مطیع داریوش، شکست این شورش را پیش‌بینی کرد، اما هشدارهای او ناشنیده ماند. شورش دولت شهرهای یونانی هرچند در ابتدا موفقیت‌هایی را به همراه داشت و حتی به فتح سارد منجر شد، اما خیلی زود به عقب نشینی منتهی شد و در یک ضدحمله به شکست قطعی انجامید.
میلت در سال ۴۹۴ ق.م ویران شد و بعد در محل دیگری دوباره ساخته شد. هکاته به آریستاگوراس توصیه کرده بود که از میلت بگریزد، به جزیره لِروس برود و منتظر بهترشدن اوضاع بماند، اما او قبول نکرد و به اسارت درآمد. به روایت دیودور سیسیلی، هنگامی که داریوش بزرگ، برادرش ارتافرن را ساتراپ میلت کرد، هکاته یکی از سفیران و نمایندگان میلتی بود و مذاکراتی که بین طرفین صورت گرفت، به نتیجه ی مطلوبی برای میلتی‌ها انجامید.

## نقشه جهان و تشریح زمین

بازسازی نقشه جهان هکاتئوس

۳۳۰ یا ۳۷۴ قطعه بسیار کوتاه از کتاب دوجلدی «تشریح زمین» (Periegesis or Periodos ges) در نوشته‌های نویسندگان پس از او باقی‌مانده‌است. کتابی که یک جلد آن آسیا و جلد دیگرش اروپا نام داشت و بیشتر به دادن اطلاعات جغرافیایی در مورد شهرها، رودخانه‌ها و کوهستان‌ها و توضیح در مورد اقوام و ملت‌ها و مرزهای آنان و همچنین حیات وحش و آداب و سنن و به ویژه افسانه‌هایی در مورد بنیان‌گذاران شهرها می‌پرداخت.
۳۰۴ قطعه از نوشته‌های هکاته در این کتاب در واژه نامه جغرافیاییِ استفان بیزانسی به نام اِتنیکا (Ethnica) آمده‌است.
نقشه هکاته بر اساس و با اصلاح نقشه آناکسیماندر تهیه شده‌است. او خشکی‌های دنیا را در یک صفحه مدور مشخص کرده که دور تا دور آن را اقیانوس فرا گرفته‌است. وی خشکی‌های زمین را به سه قسمت اروپا، آسیا، و لیبیا تقسیم کرده بود. این نقشه را هرودوت چنین توصیف کرده‌است :

"خنده‌ام می‌گیرد وقتی نقشه‌هایی را که بعضی‌ها از دنیا کشیده‌اند، می‌بینم. هنوز کسی نتوانسته‌است، دنیا را به چنین روش هوشمندانه‌ای بنماید. اقیانوسی را کشیده‌اند که گرداگرد زمین جریان دارد، زمینی که دقیقاً گرد است و اندازه آسیا و اروپا هم در آن برابر است."

## شجره نامه خدایان
هکاته ظاهراً نخستین فردی بود که به بررسی انتقادی تاریخ یونان پرداخت و سعی کرد تاریخ را از اسطوره جدا کند. او در کتابی با عنوان شجره نامه‌ها، سرگذشت خدایان و قهرمانان یونان را به ترتیب تاریخ توضیح داده است. در حال حاضر، چهل جمله از این کتاب باقی‌مانده‌است. هرچند او در این اثر نسل خود را بعد از ۱۶ نسل به یک موجود خداگونه می‌رساند، اما سعی داشته‌است روایتی واقع بینانه از اساطیر ارائه دهد، این دیدگاه در اولین جمله کتاب نمایان است:

"هکاتئوس میلتی می‌گوید: من آن چه را که تصور می‌کردم صحیح است، نوشته‌ام، زیرا (برخی از) داستان‌هایی که یونانیان می‌گویند، از نظر من مضحک و بی‌ارزش است."